# Pallavolo Zambelli Orvieto 2017-2018
Questa voce raccoglie le informazioni riguardanti la Pallavolo Zambelli Orvieto nelle competizioni ufficiali della stagione 2017-2018.

## Stagione
Nella stagione 2017-18 la Pallavolo Zambelli Orvieto partecipa per la prima volta alla Serie A2, dopo aver ottenuto la promozione dalla Serie B1 al termine dell'annata 2016-17; chiude la regular season di campionato all'ottavo posto in classifica, qualificandosi per i play-off promozione: esce nella serie dei quarti di finale battuta dal Mondovì.

## Organigramma societario
Area direttiva
- Presidente: Flavio Zambelli

Area tecnica
- Allenatore: Matteo Solforati
- Allenatore in seconda: Giuseppe Iannuzzi

## Rosa
| N° | Nome                | Ruolo | Data di nascita   | Nazionalità sportiva |
| -- | ------------------- | ----- | ----------------- | -------------------- |
| 3  | Beatrice Valpiani   | P     | 1º marzo 1986     | Italia               |
| 4  | Mila Montani        | C     | 14 gennaio 1988   | Italia               |
| 6  | Margherita Muzi     | P     | 25 gennaio 1994   | Italia               |
| 7  | Ramona Aricò        | O     | 30 ottobre 1985   | Italia               |
| 8  | Michela Ciarrocchi  | C     | 16 dicembre 1999  | Italia               |
| 9  | Alice Santini       | S     | 16 gennaio 1984   | Italia               |
| 11 | Daniela Ginanneschi | S     | 7 aprile 1978     | Italia               |
| 12 | Laura Grigolo       | S     | 1º marzo 1996     | Italia               |
| 13 | Giulia Rocchi       | L     | 20 dicembre 1992  | Italia               |
| 14 | Irene Zonta         | O     | 14 settembre 1996 | Italia               |
| 15 | Maila Venturi       | L     | 23 ottobre 1996   | Italia               |
| 17 | Giulia Mio Bertolo  | C     | 24 maggio 1995    | Italia               |

## Mercato
| Acquisti | Acquisti            | Acquisti        | Acquisti   |
| R.       | Nome                | da              | Modalità   |
| -------- | ------------------- | --------------- | ---------- |
| O        | Ramona Aricò        | Trentino Rosa   | definitivo |
| C        | Michela Ciarrocchi  | Volleyrò        | definitivo |
| C        | Giulia Mio Bertolo  | VolAlto Caserta | definitivo |
| P        | Margherita Muzi     | Giò             | definitivo |
| S        | Daniela Ginanneschi | Effe Isernia    | definitivo |
| S        | Laura Grigolo       | SAB             | definitivo |
| S        | Alice Santini       | Pesaro          | definitivo |
| L        | Maila Venturi       | San Michele     | definitivo |
| O        | Irene Zonta         | Nettuno         | definitivo |

| Cessioni | Cessioni          | Cessioni              | Cessioni   |
| R.       | Nome              | a                     | Modalità   |
| -------- | ----------------- | --------------------- | ---------- |
| P        | Valeria Deanesi   | Giorgione             | definitivo |
| C        | Elisa Donarelli   | Offanengo             | definitivo |
| L        | Teresa Ferrara    | Don Colleoni          | definitivo |
| S        | Alessandra Guasti | Vicenza               | definitivo |
| C        | Giulia Kotlar     | Wealth Planet Perugia | definitivo |
| S        | Elisa Mezzasoma   | San Giustino          | definitivo |
| L        | Chiara Rumori     | Trevi                 | definitivo |
| S        | Gloria Santin     | Scafati               | definitivo |
| S        | Giulia Serafini   | Ladispoli             | definitivo |
| S        | Serena Ubertini   | Trevi                 | definitivo |

## Risultati

### Serie A2

#### Girone di andata
| 1ª giornata - 8 ottobre 2017 PalaPapini, Orvieto       | Zambelli Orvieto  | 0 - 3 | Adolfo Consolini      | 20-25, 23-25, 28-30               |
| 2ª giornata - 15 ottobre 2017 PalaCastagnaretta, Cuneo | Cuneo Granda      | 3 - 1 | Zambelli Orvieto      | 25-22, 23-25, 25-15, 25-23        |
| 3ª giornata - 18 ottobre 2017 PalaPapini, Orvieto      | Zambelli Orvieto  | 2 - 3 | VolAlto Caserta       | 25-16, 25-19, 22-25, 22-25, 12-15 |
| 4ª giornata - 22 ottobre 2017 PalaPapini, Orvieto      | Zambelli Orvieto  | 3 - 1 | Montecchio Maggiore   | 17-25, 25-17, 25-13, 25-21        |
| 6ª giornata - 1º novembre 2017 PalaGeorge, Montichiari | Millenium Brescia | 3 - 1 | Zambelli Orvieto      | 27-29, 25-14, 25-22, 25-20        |
| 7ª giornata - 5 novembre 2017 PalaBellina, Marsala     | Marsala           | 0 - 3 | Zambelli Orvieto      | 14-25, 24-26, 17-25               |
| 8ª giornata - 12 novembre 2017 PalaPapini, Orvieto     | Zambelli Orvieto  | 0 - 3 | Chieri '76            | 18-25, 18-25, 21-25               |
| 9ª giornata - 19 novembre 2017 PalaPapini, Orvieto     | Zambelli Orvieto  | 3 - 0 | Due Principati        | 25-13, 25-14, 33-31               |
| 10ª giornata - 26 novembre 2017 PalaScoppa, Soverato   | Soverato          | 3 - 1 | Zambelli Orvieto      | 25-23, 16-25, 25-23, 25-20        |
| 11ª giornata - 29 novembre 2017 PalaPapini, Orvieto    | Zambelli Orvieto  | 1 - 3 | Trentino Rosa         | 25-18, 17-25, 23-25, 20-25        |
| 12ª giornata - 3 dicembre 2017 PalaPapini, Orvieto     | Zambelli Orvieto  | 2 - 3 | CUS Torino            | 25-13, 25-12, 20-25, 21-25, 13-15 |
| 13ª giornata - 6 dicembre 2017 Geopalace, Olbia        | Hermaea           | 2 - 3 | Zambelli Orvieto      | 15-25, 25-23, 25-19, 21-25, 13-15 |
| 14ª giornata - 13 dicembre 2017 PalaPapini, Orvieto    | Zambelli Orvieto  | 3 - 0 | Olimpia Teodora       | 25-17, 25-16, 25-22               |
| 15ª giornata - 16 dicembre 2017 Centro Pavesi, Milano  | Club Italia       | 2 - 3 | Zambelli Orvieto      | 20-25, 25-12, 21-25, 25-12, 11-15 |
| 16ª giornata - 26 dicembre 2017 PalaPapini, Orvieto    | Zambelli Orvieto  | 3 - 0 | Wealth Planet Perugia | 25-23, 25-16, 25-22               |
| 17ª giornata - 30 dicembre 2017 PalaManera, Mondovì    | Mondovì           | 3 - 0 | Zambelli Orvieto      | 27-25, 25-15, 25-21               |

#### Girone di ritorno
| 18ª giornata - 6 gennaio 2018 Palazzetto dello Sport, San Giovanni in Marignano | Adolfo Consolini      | 3 - 1 | Zambelli Orvieto  | 18-25, 25-20, 25-17, 25-23        |
| 19ª giornata - 14 gennaio 2018 PalaPapini, Orvieto                              | Zambelli Orvieto      | 3 - 0 | Cuneo Granda      | 25-13, 25-22, 25-17               |
| 20ª giornata - 17 gennaio 2018 Palazzetto dello Sport, Caserta                  | VolAlto Caserta       | 0 - 3 | Zambelli Orvieto  | 13-25, 7-25, 17-25                |
| 21ª giornata - 21 gennaio 2018 PalaCollodi, Montecchio Maggiore                 | Montecchio Maggiore   | 1 - 3 | Zambelli Orvieto  | 15-25, 25-23, 22-25, 21-25        |
| 23ª giornata - 4 febbraio 2018 PalaPapini, Orvieto                              | Zambelli Orvieto      | 1 - 3 | Millenium Brescia | 20-25, 18-25, 25-15, 23-25        |
| 24ª giornata - 11 febbraio 2018 PalaPapini, Orvieto                             | Zambelli Orvieto      | 3 - 0 | Marsala           | 25-20, 25-19, 25-16               |
| 25ª giornata - 21 febbraio 2018 PalaMaddalene, Chieri                           | Chieri '76            | 2 - 3 | Zambelli Orvieto  | 26-24, 14-25, 23-25, 29-27, 10-15 |
| 26ª giornata - 25 febbraio 2018 PalaCapriglia, Pellezzano                       | Due Principati        | 0 - 3 | Zambelli Orvieto  | 13-25, 18-25, 22-25               |
| 27ª giornata - 4 marzo 2018 PalaPapini, Orvieto                                 | Zambelli Orvieto      | 3 - 1 | Soverato          | 18-25, 25-17, 25-22, 25-23        |
| 28ª giornata - 7 marzo 2018 PalaSanbapolis, Trento                              | Trentino Rosa         | 2 - 3 | Zambelli Orvieto  | 25-19, 23-25, 18-25, 25-22, 13-15 |
| 29ª giornata - 11 marzo 2018 Palazzetto dello Sport, Alpignano                  | CUS Torino            | 3 - 2 | Zambelli Orvieto  | 23-25, 17-25, 25-20, 25-23, 15-11 |
| 30ª giornata - 18 marzo 2018 PalaPapini, Orvieto                                | Zambelli Orvieto      | 3 - 0 | Hermaea           | 25-21, 25-18, 25-19               |
| 31ª giornata - 21 marzo 2018 PalaCosta, Ravenna                                 | Olimpia Teodora       | 3 - 0 | Zambelli Orvieto  | 25-20, 25-14, 25-19               |
| 32ª giornata - 25 marzo 2018 PalaPapini, Orvieto                                | Zambelli Orvieto      | 3 - 1 | Club Italia       | 23-25, 25-10, 26-24, 25-23        |
| 33ª giornata - 2 aprile 2018 PalaEvangelisti, Perugia                           | Wealth Planet Perugia | 3 - 2 | Zambelli Orvieto  | 25-22, 13-25, 22-25, 25-20, 15-11 |
| 34ª giornata - 8 aprile 2018 PalaPapini, Orvieto                                | Zambelli Orvieto      | 3 - 1 | Mondovì           | 25-23, 13-25, 25-20, 25-18        |

#### Play-off promozione
| Quarti di finale (gara 1) - 15 aprile 2018 PalaManera, Mondovì                         | Mondovì          | 3 - 0 | Zambelli Orvieto | 25-18, 25-20, 29-27               |
| Quarti di finale (gara 2) - 18 aprile 2018 PalaPapini, Orvieto                         | Zambelli Orvieto | 3 - 1 | Mondovì          | 29-27, 23-25, 25-22, 25-16        |
| Quarti di finale (gara 3) - 22 aprile 2018 PalaManera, Mondovì                         | Mondovì          | 1 - 3 | Zambelli Orvieto | 25-11, 23-25, 22-25, 27-29        |
| Semifinali (gara 1) - 25 aprile 2018 Palazzetto dello Sport, San Giovanni in Marignano | Adolfo Consolini | 3 - 0 | Zambelli Orvieto | 25-19, 25-22, 25-18               |
| Semifinali (gara 2) - 29 aprile 2018 PalaPapini, Orvieto                               | Zambelli Orvieto | 3 - 2 | Adolfo Consolini | 23-25, 25-15, 25-19, 23-25, 15-10 |
| Semifinali (gara 3) - 1º maggio 2018 Palazzetto dello Sport, San Giovanni in Marignano | Adolfo Consolini | 3 - 2 | Zambelli Orvieto | 25-20, 19-25, 25-19, 21-25, 15-7  |

## Statistiche

### Statistiche di squadra
| Competizione | Punti | In casa | In casa | In casa | In trasferta | In trasferta | In trasferta | Totale | Totale | Totale |
| Competizione | Punti | G       | V       | P       | G            | V            | P            | G      | V      | P      |
| ------------ | ----- | ------- | ------- | ------- | ------------ | ------------ | ------------ | ------ | ------ | ------ |
| Serie A2     | 54    | 18      | 12      | 6       | 20           | 9            | 11           | 38     | 21     | 17     |
| Totale       | -     | 18      | 12      | 6       | 20           | 9            | 11           | 38     | 21     | 17     |

G = partite giocate; V = partite vinte; P = partite perse

### Statistiche dei giocatori
| Giocatore      | Serie A2 | Serie A2 | Serie A2 | Serie A2 | Serie A2 | Totale | Totale | Totale | Totale | Totale |
| Giocatore      | P        | PT       | AV       | MV       | BV       | P      | PT     | AV     | MV     | BV     |
| -------------- | -------- | -------- | -------- | -------- | -------- | ------ | ------ | ------ | ------ | ------ |
| R. Aricò       | 16       | 238      | 206      | 14       | 18       | 16     | 238    | 206    | 14     | 18     |
| M. Ciarrocchi  | 29       | 46       | 26       | 9        | 11       | 29     | 46     | 26     | 9      | 11     |
| D. Ginanneschi | 34       | 321      | 280      | 29       | 12       | 34     | 321    | 280    | 29     | 12     |
| L. Grigolo     | 37       | 624      | 558      | 45       | 21       | 37     | 624    | 558    | 45     | 21     |
| G. Mio Bertolo | 38       | 374      | 244      | 107      | 23       | 38     | 374    | 244    | 107    | 23     |
| M. Montani     | 35       | 441      | 350      | 68       | 23       | 35     | 441    | 350    | 68     | 23     |
| M. Muzi        | 21       | 1        | 0        | 1        | 0        | 21     | 1      | 0      | 1      | 0      |
| G. Rocchi      | 31       | 0        | 0        | 0        | 0        | 31     | 0      | 0      | 0      | 0      |
| A. Santini     | 36       | 300      | 253      | 24       | 23       | 36     | 300    | 253    | 24     | 23     |
| B. Valpiani    | 38       | 42       | 15       | 13       | 14       | 38     | 42     | 15     | 13     | 14     |
| M. Venturi     | 18       | 0        | 0        | 0        | 0        | 18     | 0      | 0      | 0      | 0      |
| I. Zonta       | 11       | 8        | 7        | 0        | 1        | 11     | 8      | 7      | 0      | 1      |

P = presenze; PT = punti totali; AV = attacchi vincenti; MV = muri vincenti; BV = battute vincenti